# Sokolovna v Lounech
Sokolovna v Lounech je historizující budova s tělocvičnou vystavěná tělovýchovnou jednotou TJ Sokol Louny na adrese Poděbradova 638 v Lounech. Budova se po svém dokončení roku 1898 stala hlavním sídlem lounského Sokola jakožto sokolovna, svébytný typ budovy sportovny využitelné k pořádání společenských akcí, který začal být realizován na celém území zemí Koruny české a později i První republiky. Od roku 1996 je chráněna jako kulturní památka.

## Historie
Tělovýchovná jednota lounská (později přejmenovaná na TJ Sokol Louny) založená roku 1867, pět let po Tělovýchovné jednotě pražské, získala v 90. letech 19. století dostatek prostředků na stavbu vlastní sokolovny. Projekt byl svěřen lounskému rodákovi Kamilu Hilbertovi, který ji navrhl ve stylu historismu. Výstavba proběhla v letech 1897 až 1898, k jejímu slavnostnímu otevření došlo 10. července 1898.
Po zabrání Sudet následkem Mnichovské dohody v září 1938 přicházelo do Loun, ležících téměř na nové hranici s Nacistickým Německem, mnoho uprchlíků, z nichž někteří byli přechodně ubytováni v lounské sokolovně a také posloužila jako sklad sokolského majetku odvezeného ze zabraných oblastí. Po vzniku Protektorátu Čechy a Morava zabrala roku 1941 budovu německá správa a nadále ji využívala jako sklad. Zpět byla sokolské organizaci navrácena po roce 1945. 

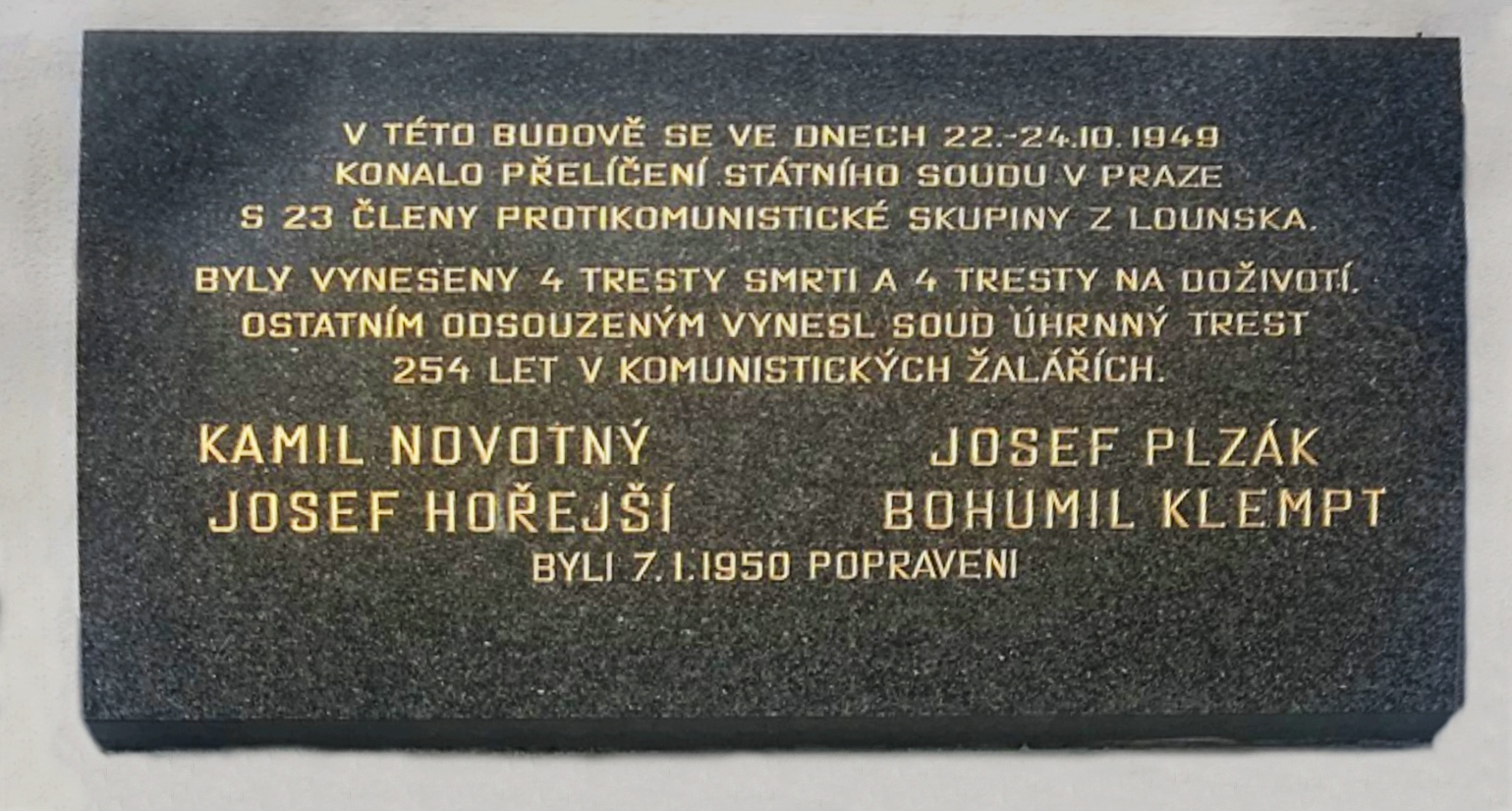
Pamětní deska odsouzených protikomunistických odbojářů na budově sokolovny z roku 1993

S nástupem komunistického režimu v Československu v únoru 1948 se sokolovna stala dějištěm následných politických procesů. V říjnu 1949 byli ve velkém sále sokolovny za protikomunisitickou odbojovou činnost souzeno celkem 25 osob. Padly čtyři tresty doživotí, obvinění Josef Plzák, Bohumil Klempt, Kamil Novotný a Josef Hořejší byli pak odsouzeni k trestu smrti. Popraveni pak byli v lednu 1950 v pražské věznici Pankrác.
Po nuceném celostátním zrušení organizace Sokol přešla budova pod sportovní organizaci TJ Lokomotiva Louny. Ve sklepních prostorách sokolovny byl ve druhé polovině 20. století zřízen restaurační podnik. Zpět do majetku obnoveného Sokola se dostala po Sametové revoluce. Roku 1997 byla dokončena její generální rekonstrukce.
Památku odsouzených protikomunisitických odbojářů připomíná od roku 1993 pamětní deska umístěná na fasádě budovy z východní strany. 